# Regionalne studije
Regionalne studije (takođe oblasne studije) interdisciplinarna su polja istraživanja i stipendija koje se odnose na određene geografske, nacionalne/savezne ili kulturne regije. Termin postoji pre svega kao opšti opis onoga što su u praksi nauke mnoštva heterogenih polja istraživanja, koje obuhvataju društvene i humanističke nauke. Tipični studijski programi ovog područje uključuju međunarodne odnose, strateške studije, istoriju, političke nauke, političku ekonomiju, studije kulture, jezike, geografiju, književnost i druge srodne discipline. Za razliku od studija kulture, proučavanja područja često uključuju dijasporu i emigraciju iz tog područja.

## Istorija
Interdisciplinarne studije područja postale su sve češće u Sjedinjenim Američkim Državama i zapadnim naukama nakon Drugog svetskog rata. Pre tog rata američki univerziteti imali su samo nekoliko fakulteta koji su predavali ili istraživali nezapadni svet. Studije inostranih objasti praktično nisu postojale. Nakon rata, liberali i konzervativci bili su zabrinuti u pogledu sposobnosti SAD da efikasno odgovori na percipirane spoljne pretnje Sovjetskog Saveza i Kine u kontekstu nastajućeg Hladnog rata, kao i zbog posledica dekolonizacije Afrike i Azije.
Fondacija Ford je vremenom postala dominantni participant u oblikovanju programa regionalnih studija u Sjedinjenim Državama. Fondacija je 1950. godine uspostavila prestižni program inostranih stipendija (FAFP), prvo veliko nacionalno takmičenje u podršci obuci iz područja regionalnih studija u Sjedinjenim Državama. Od 1953. do 1966. godine ona je doprinela sa 270 miliona dolara na 34 univerziteta za podržku regionalnih i jezičkih studija. Takođe tokom ovog perioda, ona je ulila milione dolara u odbore koje su zajednički vodili Savet za istraživanje društvenih nauka i Američki savet učenih društava za terenske radionice, konferencije i izdavačke programe. Na kraju su zajednički odbori SSRC-ACLS preuzeli administraciju FAFP-a.
Drugi veliki i važni programi pratili su Fordov program. Značajno je da je Zakon o nacionalnom odbrambenom obrazovanju iz 1957. godine, preimenovani Zakon o visokom obrazovanju 1965. godine, dodelio sredstva za oko 125 jedinica za regionalna izučavanja sa sedištem na univerzitetima, koji su poznati kao programi Nacionalnog centra za resurse na američkim univerzitetima, kao i stipendije za studije stranih jezika i područja za postdiplomske studente.
U međuvremenu, brojna područja studija su takođe razvijena u Sovjetskom Savezu.

## Polemika u polju
Od svog nastanka, regionalne studije su bile predmet kritika - uključujući i same regionalne specijaliste. Mnogi od njih su tvrdili da se učešće u takvim programima svodi na aktivnosti državnih agenata, s obzirom da su regionalne studije povezane sa hladnoratovskim planovima agencija CIA, FBI i drugih obaveštajnih i vojnih organizacija. Pojavile su se tvrdnje da će američka zabrinutost i istraživački prioriteti definisati intelektualni teren proučavanja područja. Nasuprot tome, deo javnog mnjenja je smatra da nakon uspostave na univerzitetskim kampusima, regionalne studije počinju da obuhvataju mnogo širi i dublji intelektualni program od onog koji predviđaju vladine agencije, te da stoga nisu američki centrične.
Uverljivo je da je jedna od najvećih prijetnji projektu regionalnih studija bio uspon teorije racionalnog izbora u političkim naukama i ekonomiji. Da bi se rugao jednom od najotvorenijih kritičara teorije racionalnog izbora, japanski naučnik Čalmers Džonson je pitao: Zašto vam je potrebno da znate japanski jezik ili bilo šta o japanskoj istoriji i kulturi ako će metode racionalnog izbora objasniti zašto japanski političari i birokrate rade ono što rade?
Nakon raspada Sovjetskog Saveza, filantropske fondacije i naučne birokratije su umanjile svoju podršku za regionalne studije, naglašavajući umesto toga međuregionalne teme poput „razvoja i demokratije”. Kada su Savet za istraživanje društvenih nauka i Američki savet učenih društava, koji su dugo služili kao nacionalna spona za prikupljanje i upravljanje sredstvima za regionalne studije, pretrpeli svoje prvo veliko restrukturiranje u trideset godina, zatvarajući svoje regionalne odbore, naučnici su to protumačili kao masivan signal o promenljivom istraživačkom okruženju.

## Polja
Polja su različito definisana idući od univerziteta do univerziteta i od departmana do departmana. Zbog sve većeg interesovanja za proučavanje translokalnih, transregionalnih, transnacionalnih i transkontinentalnih fenomena, istraživačka mreža sa sedištem u Potsdamu nedavno je skovala termin „transregionalne studies”.
Druga interdisciplinarna istraživačka polja kao što su ženske studije (poznate i kao rodne studije), studije o invalidnosti, LGBT studije i etničke studije (uključujući afroameričke studije, azijskoameričke studije, latino studije, čikano studije i indijanske studije) nisu deo regionalnih studija, mada su ponekad uključene u diskusiju zajedno sa njima.
Regionalne studije su ponekad poznate i kao oblasne studije. Udruženje regionalnih studija je međunarodno udruženje koje se fokusira na ove interdisciplinarne oblasti.

## Institucije
Postoje primeri celokupnih institucije visokog obrazovanja (tercijarnog obrazovanjg) posvećenih isključivo regionalnim studijama poput Škole za orijentalne i afričke studije, dela Univerziteta u Londonu, ili Strane studije Tokijskog univerziteta u Japanu. Na Univerzitetu u Okfordu, Škola za interdisciplinarne regionalne studije (SIAS) i Sent Antonijev koledž su se specijalizovale za regionalne studije, i domaćin su brojnih postdiplomskih nastavnih programa i istraživačkih centara koji pokrivaju različite regione sveta. Univerzitet Džavaharlal Nehru, Nju Delhi, jedina je institucija koja ima ogroman doprinos popularizaciji regionalnih studija u Indiji. Institucija koja se isključivo bavi proučavanjem regionalnih studija je GIGA (Nemački institut za globalne i regionalne studije) u Nemačkoj. Pored toga, Univerzitet u Lundu u Švedskoj nudi najveći magistarski program azijskih studija u Severnoj Evropi i posvećen je promociji studija povezanih sa Južnom Azijom putem svoje SASNet mreže.

## Literatura
- Kuijper, Hans „Area Studies versus Disciplines: Towards an Interdisciplinary, Systemic Country Approach” (PDF). The International Journal of Interdisciplinary Social Sciences. 3 (7): 205—216. 2008. Архивирано из оригинала (PDF) 06. 11. 2016. г. Приступљено 08. 11. 2020..
- Miyoshi, Masao; Harootunian, Harry D. (2002). Learning Places: The Afterlives of Area Studies. Durham, NC: Duke University Press. ISBN 0822328267.
- Schäfer, Wolf (2010). "Reconfiguring Area Studies for the Global Age." Globality Studies Journal, no. 22. 31 December 2010.
- Gershenhorn, Jerry (зима 2009). „"Not an Academic Affair": African American Scholars and the Development of African Studies Programs in the United States, 1942-1960”. Journal of African American History. 94: 44—68. doi:10.1086/JAAHv94n1p44..
- Gershenhorn, Jerry (лето 2013). „St. Clair Drake, Pan-Africanism, African Studies, and the Politics of Knowledge, 1945–1965”. Journal of African American History. 98 (3): 422—433. doi:10.5323/jafriamerhist.98.3.0422..
- Du Gay, Paul, et al. 1997. Doing Cultural Studies: The Story of the Sony Walkman. Culture, Media and Identities. London: SAGE, in association with Open University.
- During, Simon (2007). The Cultural Studies Reader (3rd изд.). London: Routledge. ISBN 978-0-415-37412-5.
- Edgar, Andrew, and Peter Sedgwick. 2005. Cultural Theory: The Key Concepts (2nd ed.). New York: Routledge.
- Engel, Manfred. 2008. " „Cultural and Literary Studies.”. Canadian Review of Comparative Literature. 31: 460—67..
- * Grossberg, Lawrence; Cary Nelson, and Paula A. Treichler, eds. (1992). Cultural Studies. New York: Routledge. ISBN 0-415-90351-3..
- Hall, Stuart, ed. Hall, Stuart (1980). Culture, Media, Language: Working Papers in Cultural Studies, 1972-1979. Hutchinson. ISBN 0-09-142070-9.. London: Routledge, in association with the Centre for Contemporary Cultural Studies. .
- —— 1980. "Cultural Studies: Two Paradigms." Media, Culture, and Society 2.
- Hall, Stuart (1992). „Race, Culture, and Communications: Looking Backward and Forward at Cultural Studies”. Rethinking Marxism. 5 (1): 10—18. doi:10.1080/08935699208657998..
- Hoggart, Richard (1957). The Uses of Literacy: Aspects of Working Class Life. Chatto and Windus. ISBN 0-7011-0763-4.. Chatto and Windus.
- Johnson, Richard. 1986–87. „What Is Cultural Studies Anyway?”. Social Text. 16: 38—80. .
- —— 2004. "Multiplying Methods: From Pluralism to Combination." Pp. 26–43 in Practice of Cultural Studies. London: SAGE.
- Johnson, Richard (2007). „Post-hegemony?”. Theory, Culture & Society. 24 (3): 95—110. doi:10.1177/0263276407075958..
- Lash, Scott (2007). „Power After Hegemony: Cultural Studies in Mutation?”. Theory, Culture & Society. 24 (3): 55—78. doi:10.1177/0263276407075956.
- Lewis, Jeff (2008). Cultural Studies: The Basics (2nd изд.). London: SAGE. ISBN 978-1-4129-2229-6.
- Lindlof, T. R., and B. C. Taylor. 2002. Qualitative Communication Research Methods (2nd ed.). Thousand Oaks, CA: SAGE.
- Longhurst, Brian, Greg Smith, Gaynor Bagnall, Garry Crawford, and Michael Ogborn (2008). Introducing Cultural Studies (2nd изд.). London: Pearson. ISBN 978-1-4058-5843-4.
- Miller, Toby, ed (2006). A Companion to Cultural Studies. ISBN 978-0-631-21788-6.. Malden, MA: Blackwell Publishers.
- Pollock, Griselda, ed. 1996. Generations and Geographies: Critical Theories and Critical Practices in Feminism and the Visual Arts. Routledge.
- Psychoanalysis and the Image. Boston: Blackwell. 2006..
- Smith, Paul. „A Course In 'Cultural Studies'.”. The Journal of the Midwest Modern Language Association. 24 (1): 39—49. 1991. JSTOR 1315024. doi:10.2307/1315024..
- Smith, Paul (22. 8. 2001). „Looking Backwards and Forwards at Cultural Studies”.  Ур.: Miller, Toby. A Companion to Cultural Studies. Malden, MA: Blackwell Publishers. стр. 331–40. ISBN 978-0-631-21788-6.
- Williams, Jeffrey, interviewer. 1994. "Questioning Cultural Studies: An Interview with Paul Smith." Hartford, CT: MLG Institute for Culture and Society, Trinity College. Retrieved 1 July 2020.
- Williams, Raymond. 1985. Keywords: A Vocabulary of Culture and Society (revised ed.). New York: Oxford University Press.
- —— 1966. Culture and Society, 1780-1950. New York: Harper & Row.
- Ti Alkire & Carol Rosen (2010). Romance Languages: A Historical Introduction. Cambridge: Cambridge UP..,
- Michel Banniard (2005). Du latin aux langues romanes. Paris: Armand Colin.
- Randall Scott Gess & Deborah Arteaga,, ур. (2006). Historical Romance Linguistics: Retrospective and Perspectives.. Amsterdam–Philadelphia: John Benjamins,
- Martin Harris & Nigel Vincent,, ур. (2003). The Romance Languages. Oxford: Oxford UP.., 1990; revised edn. Routledge,
- Günter Holtus, Michael Metzeltin, Christian Schmitt, eds., Lexikon der Romanistischen Linguistik (LRL). 12 vols. Tübingen: Niemeyer, 1988–2005.
- Petrea Lindenbauer, Michael Metzeltin, Margit Thir (1995). Die romanischen Sprachen: Eine einführende Übersicht. Wilhelmsfeld: Egert.
- Michael Metzeltin (2009). Gramática explicativa de la lengua castellana: De la sintaxis a la semántica. Vienna: Praesens.
- Michael Metzeltin (2010). Erklärende Grammatik der romanischen Sprachen. Vienna: Praesens.
- Michael Metzeltin (2004). Las lenguas románicas estándar: Historia de su formación y de su uso. Academia Llingua Asturiana. ISBN 978-84-8168-356-1.. Uviéu: Academia de la Llingua Asturiana, 2004, 300 pp.
- Rebecca Posner (1996). The Romance Languages. Cambridge: Cambridge UP.
- Joseph B. Solodow (2010). Latin Alive: The Survival of Latin in English and the Romance Languages. Cambridge: Cambridge UP..,
- L. Renzi & A. Andreose (2006). Manuale di linguistica e filologia romanza. Bologna: Il Mulino..,
- C. Tagliavini (1979). Le origini delle lingue neolatine. Bologna: Patron..,

## Spoljašnje veze
- „Máster Universitario Internacional de Estudios Contemporáneos de América Latina”.
- „Guia Informativo - Universidade Aberta”.